# Apex (продюсер)
Apex (справжнє ім'я Вільям Стенберрі) — американський хіп-хоп продюсер і DJ, засновник компанії Apex Productionz. Найкраще відомий своєю роботою над хітом репера 50 Cent «I Get Money», яку у 2008 було номіновано на Ґреммі у категорії «Найкраще сольне реп-виконання».

## Ранні роки
Вільям виріс у Бедфорд-Стайвесант, районі Брукліна. У 16 років почав займатися репом та діджеїнгом. На нього найбільше вплинули Dr. Dre, Ерік Сермон, DJ Premier та Gang Starr.

## 2006–2007
За словами Apex, у 2006 він виклав у мережу біт «Where Brooklyn At?!», зазначивши у дужках, що на нього вийшла б гарна композиція за участі Jay-Z, Fabolous, Джоелла Ортіза та Papoose. Через кілька місяців Вільям виявив, що Fabolous записав разом з Jay-Z та Uncle Murda «Brooklyn» (продюсер: Versatile). Пісня мала однакове інтро що й «Where Brooklyn At?!» та трохи змінений інструментал.
Спершу продюсером «I Get Money» вважався Скотт Буґґі. Якщо вірити Вільяму, той просто завантажив з MySpace і SoundClick біти маловідомих продюсерів та видав їх під своїм іменем на CD. 50 Cent записав пісню, що у майбутньому увійшла до його третього студійного альбому Curtis. Під час мастерингу у Скотта попрохали файл доріжки. Після його відмовок та марних спроб записати біт заново у студії Broadway, режисер багатьох відеокліпів 50 Cent, знайшов через інтернет справжнього автора.
Сингл «I Get Money» посів 20-ту сходинку чарту Billboard Hot 100.